# Фале (квартал)
Кварта́л «Фа́ле» (эст. Fahle linnak), также «Парк Фа́ле» (эст. Fahle Park) — развивающийся деловой квартал в Таллине, столице Эстонии. Расположен в районе Кесклинн, у перекрёстка Тартуского шоссе, Петербургского шоссе и улицы Ярвевана, в полутора километрах от Таллинского аэропорта, на промышленной территории бывшего целлюлозно-бумажного комбината. В центре квартала проходит основанная в начале XX века улица Мазина. Квартал сочетает в себе достойную архитектуру прошлого и инновационное современное планирование городского пространства. Начало созданию квартала положено в 2018 году. Застройщиком квартала является основанная на эстонском капитале фирма «Fausto Capital», архитектура интерьера разработана эстонской компанией «studio ARGUS OÜ» (название до 27 декабря 2021 года «KAOS Architektid»).

## Предыстория
Район современного квартала «Фале» был первой промышленной зоной древнего Ревеля. В озере Юлемисте брала начало река Хярьяпеа, энергию которой использовали городские ремесленники. В письменных источниках 1226 года впервые упоминается работавшая на этой реке водяная мельница Святого Иоанна — первое известное промышленное предприятие в Прибалтике. С 1300 года энергию реки Хярьяпеа использовали около 5–6 мельниц, и большинство этих мельниц было сосредоточено в районе современного квартала «Фале». Согласно имеющимся источникам, в 1664 году здесь была впервые произведена бумага.
Владельцы основанной здесь бумажной фабрики часто менялись; в 1893 году она была преобразована в целлюлозную фабрику, и производственные мощности значительно выросли. Несколько лет спустя Эмиль Фале (Emil Fahle), уроженец Рурской области Германии, стал главой фабрики. В период его руководства фабрикой были построены здания из плитняка, которые выглядят почти так же, как сегодня.
До Первой мировой войны 70 % бумаги и целлюлозы Российской империи производилось в Эстляндской губернии, и бо́льшая их часть производилась на фабрике Эмиля Фале. С 1 января 1913 года предприятие носило название «Северные целлюлозно-бумажные фабрики» (эст. Põhja Paberi- ja Puupapivabrikute Aktsiaühisus). Это же название фабрика носила во времена немецкой оккупации 1941—1944 годов. Национализированная в 1940 году фабрика 31 декабря 1940 года получила название «Таллинская целлюлозно-бумажная фабрика имени Виктора Кингисеппа» и носила его также с 3 ноября 1944 года по 28 февраля 1945 года. С 1960 года по февраль 1971 года предприятие носило название «Таллинский целлюлозно-бумажный комбинат имени Виктора Кингисеппа». В 1971 году комбинат вошёл в качестве головного предприятия в Эстонское производственное объединение целлюлозно-бумажной промышленности «Эстонбумпром». После восстановления независимости Эстонии, в 1994 году, предприятие было ликвидировано в связи с банкротством.

## История строительства квартала

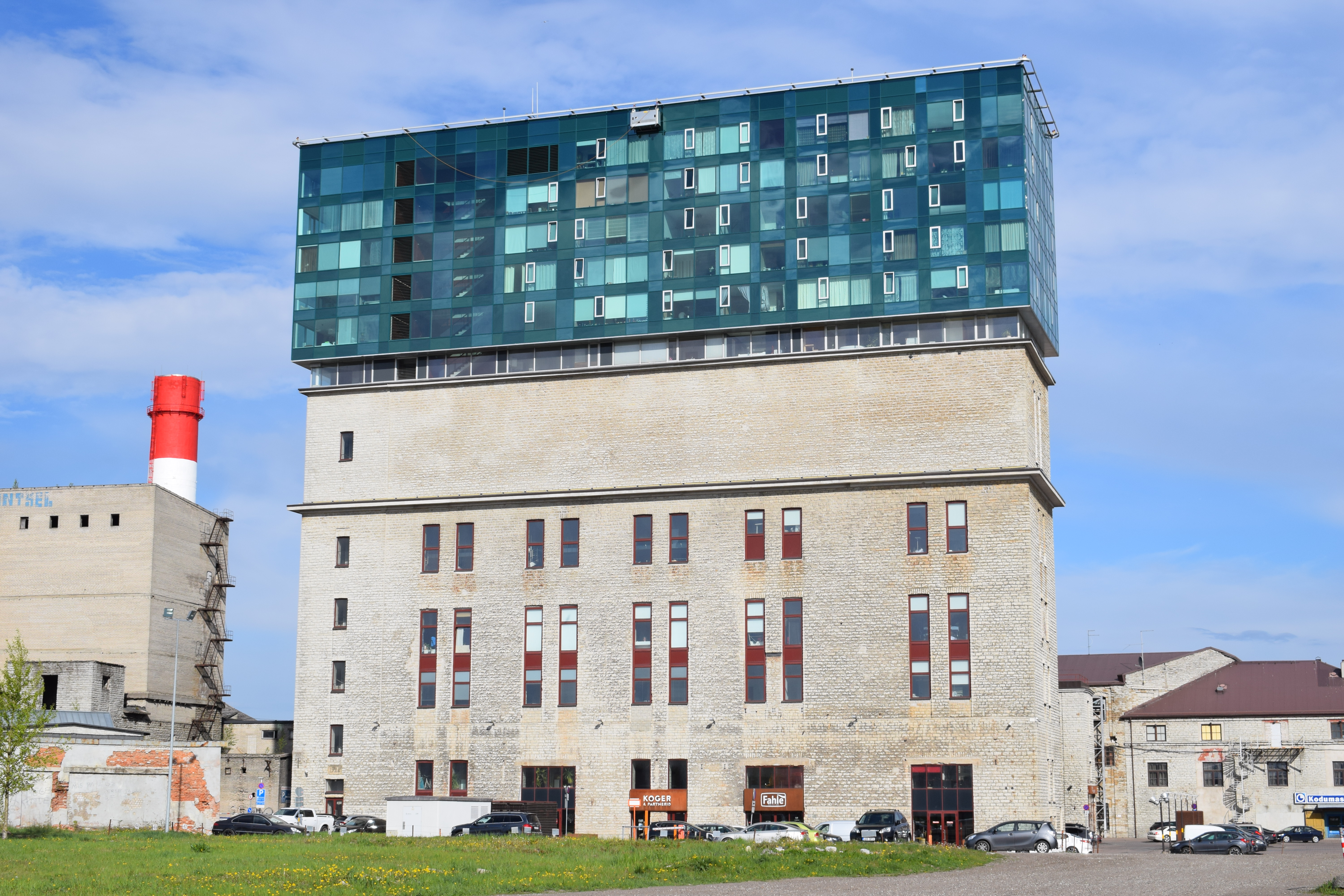
Дом Фале, бывший целлюлозный цех

В начале 2000-х годов в бывшем фабричном квартале были открыты магазины, спортивные и музыкальные клубы, конторы, а расположенный у Тартуского шоссе целлюлозный цех в те же годы был перестроен в жилой дом, на нижних этажах которого размещаются офисы. В настоящее время это здание носит название «Дом Фале» (Fahle Maja).
Изначально квартал получил название «Целлюлозный квартал» (эст. Zelluloosi Kvartal). Его здания сдавались в аренду под производственные, торговые, складские и офисные площади. С 2018 года началось преобразование этого квартала в т. н. квартал «Фале».
Первая очередь застройки квартала имела площадь 21 500 м², его общая площадь составляет более 100 000 м². Помимо офисов в отреставрированных зданиях имеются эксклюзивные апартаменты с панорамными видами, в квартале располагаются рестораны, спортивный клуб, культурные учреждения, различные презентационные пространства, а также несколько предприятий, ориентированных на сотрудников и жителей квартала, планируется строительство детского сада. 
В 2025 году квартал состоял из зданий и сооружений, семь из которых внесённых в Регистр памятников культуры Эстонии как памятники архитектуры. Здания с фасадами из известняка построены в период с 1909 по 1913 год по проекту Жака Розенбаума. Реки Хярьяпеа теперь не существует. Наследие промышленной архитектуры сохраняется, историческим зданиям придаётся новый, современный стиль и содержание. 
В 2007 году было реконструировано бывшее пожарное депо фабрики, в 2019 году — историческое здание, получившее название «Медиа-дом Фале» (эст. Fahle Meediamaja). Это был первый этап развития недвижимости, и его стоимость составила около 20 млн евро. К весне 2023 года был завершён второй этап развития недвижимости, и размер общих инвестиций компании «Fausto Capital» в реконструкцию и строительство зданий, а также создание инфраструктуры квартала «Фале» составил уже 50 млн евро.
В 2020 году в квартале была создана т. н. «Галерейная улица Фале» (эст. Fahle Galeriitänav) со стеклянной галереей, круглогодичным отоплением и зелёными насаждениями, а в 2021 году был открыт т. н. «Дворовый дом Фале» (эст. Fahle Hoovimaja) — общественное пространство, ориентированное на людей. Их внутренний дизайн включает высокие зелёные насаждения в дополнение к контейнерному озеленению.
В 2024 году началось строительство здания «Террасы Фале» (эст. Fahle terrassid). В течение последующих трёх лет на основе исторических строений планируется возвести здания «Котёл и дымоход Фале» (эст. Fahle katel ja korsten, на основе исторического здания с дымоходом во внутреннем дворе) и «Медный котёл Фале» (эст. Fahle Vasepaja); на 2027 год запланировано начало строительство здания «Портал Фале» (эст. Fahle Portaal). Все строения будут иметь большие стеклянные поверхности. Общая сумма инвестиций в строительство новых зданий планируется в размере 58 млн евро, в финансировании также участвует банк «Luminor».
Рядом с кварталом «Фале», в историческом здании по адресу Тартуское шоссе 76 (памятник архитектуры 1898—1900 гг.), работает ликёро-водочный завод «Ливико».

### Дом Фале
«Дом Фале», спроектированный эстонским архитектурным бюро «KOKO arhitektid», является одним из лучших примеров экономического и строительного бума 2000-х годов в Эстонии. Здание привлекло большое внимание общественности, поскольку это был амбициозный проект с архитектурной точки зрения, рискованный с точки зрения развития недвижимости и спорный с точки зрения архитектурного наследия. Расположенное у одного из главных въездов в Таллин, между аэропортом и центром города, здание привлекает внимание практически всех прохожих.
В ходе реконструкции интерьер здания был разрушен, что дало возможность полностью реорганизовать его и создать новую планировку. В исторической части здания в основном располагаются различные офисы и технические помещения. Наверху, в новой части здания со стеклянным фасадом, надстроенной над прежней котельной, расположены в основном квартиры разной площади, откуда открываются одни из лучших видов на Таллин. Новая часть здания опирается на мощные бетонные колонны, проходящие через старый дом до самой земли. Помимо квартир и офисов, в здании есть и другие коммерческие и служебные помещения.
Архитекторы старались оставить как можно больше исторических деталей видимыми и внутри старой части здания, поэтому, в частности, в офисных помещениях на 4-м этаже можно увидеть частично сохранившиеся воронки — изготовленные из бетона загрузочные бункеры, которые использовались для подачи древесной массы в варочные котлы.

## Предприятия квартала
По состоянию на конец мая 2025 года на территории квартала были зарегистрированы следующие предприятия и компании:
- AS Postimees Grupp[17], издатель газеты «Postimees»;
- Apollo Grupp OÜ[18], концерн, включающий в себя книжные магазины, кинотеатры, кафе и центры досуга;
- Stora Enso Eesti AS, крупнейший в Эстонии производитель пиломатериалов[19];
- эстонский филиал фирмы Miele SIA, магазины товаров для дома[20],
- Таллинский центр карьеры Эстонской кассы по безработице[эст.] (эст. Eesti Töötukassa Tallinna karjäärikeskus)[21],
- Finest AS, ИТ-компания[22];
- Askend Estonia OÜ (до 12.02.2025 Wisercat Estonia OÜ), ИТ-компания[23];
- Kuusk OÜ, конференц-центр[24];
- Callisto Group OÜ, PR-компания[25]
- Betsson Group, компания игорного бизнеса[26];
- контора страховой компании If Kindlustus[27];
- художественная галерея Art Space[28][29];
- ресторан «Аргентина»[30],
- салон красоты HairEd Studio[31] и др.

## Премии
В 2020 году за строительство квартала «Фале» компания «Fausto Capital» получила награду «Дело года в области недвижимости» от Эстонской ассоциации недвижимости.

## Галерея

Квартал «Фале»
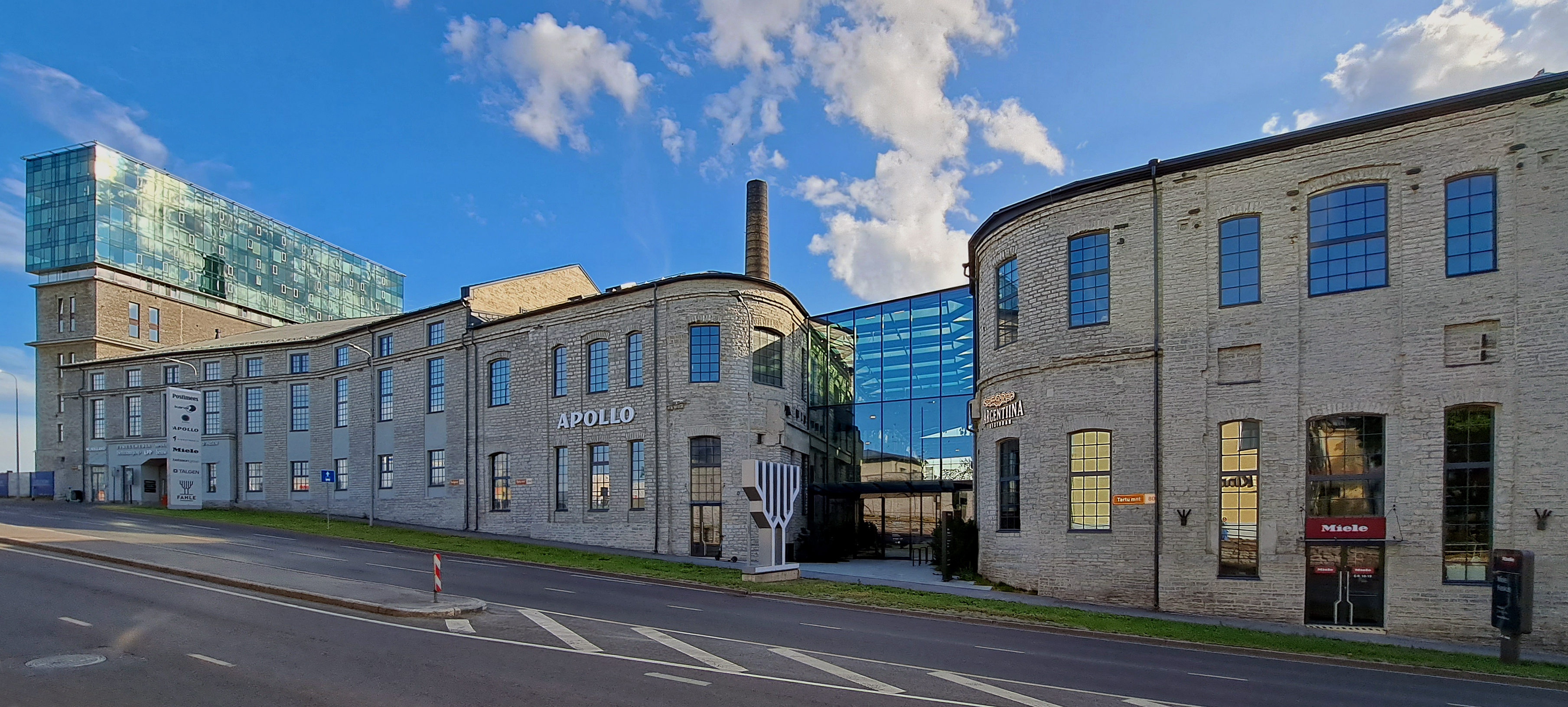
Тартуское шоссе, дом 80 (памятник архитектуры 1910 года)
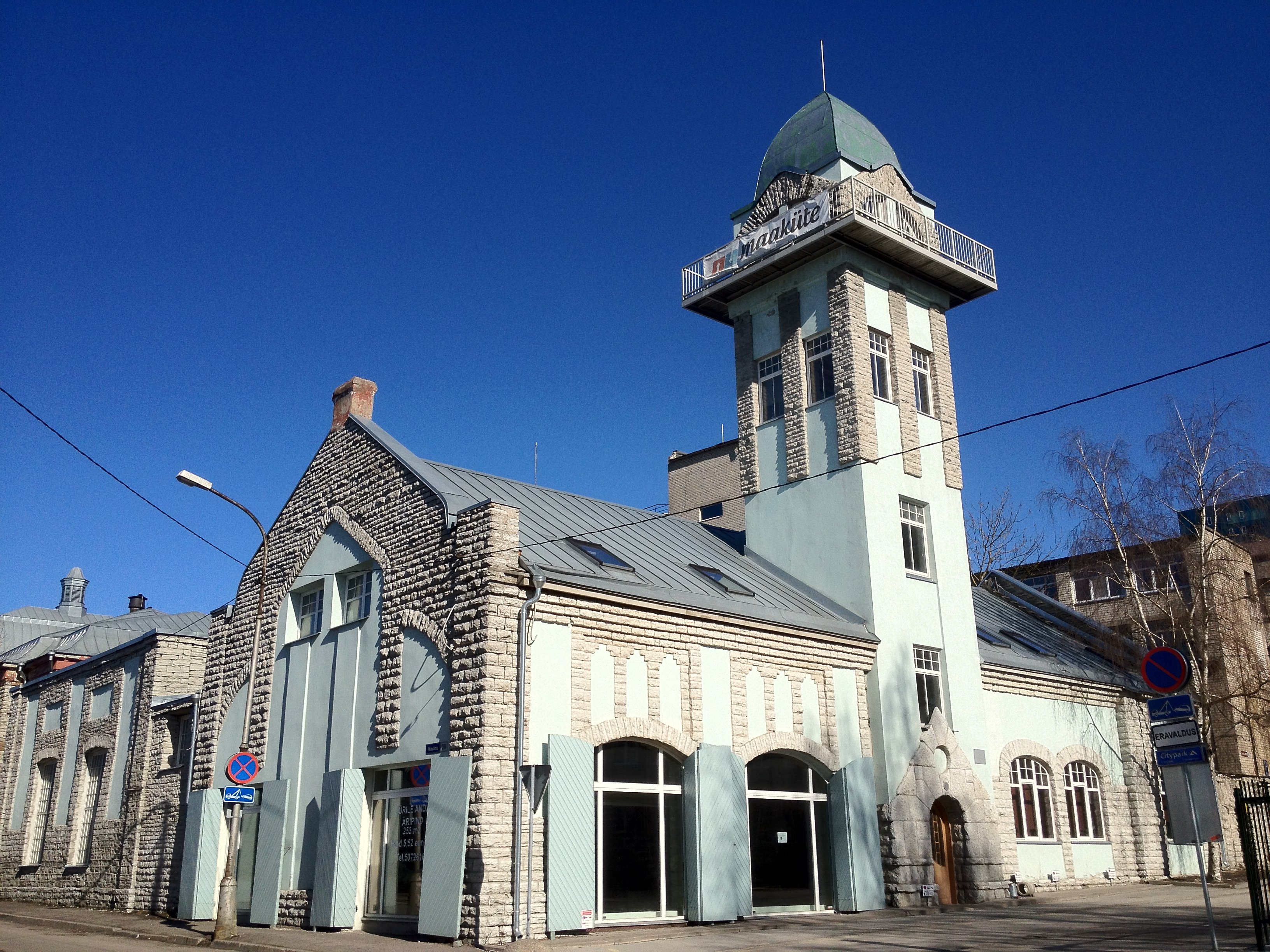
Бывшее пожарное депо целлюлозно-бумажной фабрики (памятник архитектуры 1912 года)
«Галерейная улица»